# Marie Štěrbová
Marie Štěrbová (17. dubna 1909 Černuc – 17. prosince 1951) byla česká podnikatelka a protikomunistická odbojářka, která zemřela po svém zatčení v důsledku fyzického i psychického mučení ve vězení.

## Život
Narodila se v roce 1909 v Černuci. Před druhou světovou válkou provozovala se svým manželem Josefem hostinec v Podbabě. V roce 1939 její manžel zemřel a hostinec tak od té chvíle provozovala sama. Po konci války se stala členkou České strany národně sociální a začala provozovat vinárnu v Poděbradech a také cukrárnu. Po komunistickém převratu v roce 1948 jí byla však vinárna již na jaře 1948 nastoupivším režimem zabavena. V květnu 1949 byla zadržena poté, co jí vyšetřovatelé podezřívali z trestného činu příživnictví, protože nechtěla pracovat v podřadné profesi jako myčka nádobí, k čemuž ji komunisté nutili. Po zadržení situaci komentovala slovy: „Na vedoucích místech jsou vyložení blbci a pitomci, kteří ničemu nerozumí.“ Měla nejméně jedno dítě, dceru Vlastu (* 1931).

### Spolupráce s odbojáři a věznění

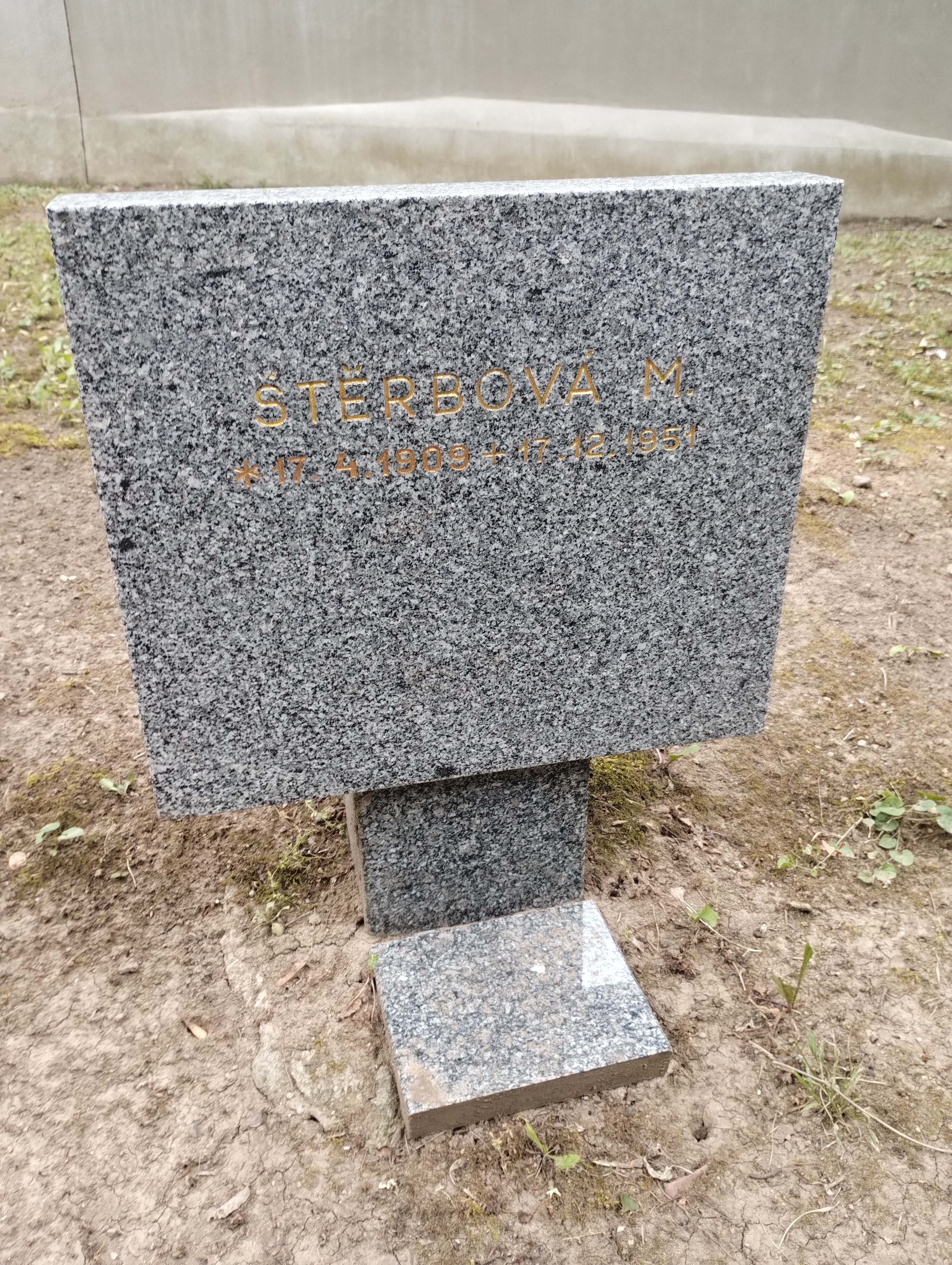
Symbolický náhrobek M. Štěrbové na Čestném pohřebišti v Ďáblicích

Státní bezpečnost u Štěrbové poté pojala podezření, že může být zapojena do protikomunistického odboje a usilovala o její zařazení do pracovního tábora. Přesto byla z vazby nakonec propuštěna. Někdy na přelomu let 1949 a 1950 skutečně začala v odboji pracovat, přičemž navázala kontakty s agentem americké zpravodajské služby CIC. Měla být rovněž v kontaktu s bývalým národněsocialistickým poslancem Aloisem Jarošem. Zároveň se snažila uprchnout do Západního Německa. Pokusila se o to v roce 1950 se svou dcerou, nicméně při své cestě ke státní hranici se ztratila a vrátila se do Prahy. Podruhé se o přechod státní hranice pokusila v červnu 1950, opět se svou dcerou. Stala se však obětí provokační akce Státní bezpečnosti zvané Akce Kámen, kdy domněle hranici překročila, ve skutečnosti se však nacházela stále v Československu a po výsleších, kdy ve falešné domněnce, že je již v Západním Německu, vyzradila prakticky všechny informace o svém útěku, byla zatčena. Až do své smrti se zřejmě domnívala, že byla československou Pohraniční stráží dopadena nelegálně na území cizí země, a že hranici skutečně překročila.

### Smrt
Ve vazbě byla poté fyzicky i psychicky mučena a její zdravotní stav se rychle zhoršoval. Již v létě 1951 psala v dopisech o své nadcházející smrti v důsledku týrání ve vazbě a neúspěšně žádala o setkání se svou dcerou, která byla držena na jiném oddělení. Nakonec zemřela v prosinci 1951. Pohřbena byla v lednu 1952 do hromadného hrobu na Ďáblickém hřbitově. Její dcera Vlasta byla odsouzena k trestu odnětí svobody v délce sedmi let a po propuštění z vězení měla fyzické i psychické zdravotní následky. V roce 2018 bylo Marii Štěrbové in memoriam uděleno vyznamenání.